# Kaspian X.
Kaspian X. je král fiktivní země jménem Narnie z díla C. S. Lewise Letopisy Narnie. Objevuje se ve čtyřech knihách (Princ Kaspian, Plavba Jitřního poutníka, Stříbrná židle a Poslední bitva). Pochází z rodu telmařanů kteří přišli z ostrova Telmaru. Jeho otcem byl Kaspian IX. a jeho matka zemřela když byl ještě malý. Jeho potomky jsou syn Rilian, kterého uvěznila Zelená čarodějnice a Trinian, poslední král Narnijský.
Ve filmech ho hraje Ben Barnes.
Jeho předek Kaspian I. dobyl Narnii a Kaspian X. žil dlouho v přesvědčení že neexistují žádní nadpřirození tvorové. V tom ho utvrzoval i jeho strýc diktátor Miráz. Jeho chůva mu ale vyprávěla o staré Narnii kde žijí faunové a kentauři až ji Miráz propustil. Kaspian dostal učitele který byl napůl trpaslík a ten mu prozradil že se ho Miráz chystá zabít protože se mu narodil vlastní syn. Kaspian se na útěku setkává se skřítky a jezevcem. Ti se ho ujmou a Kaspian se prohlašuje za vůdce vzpoury proti Mirázovi. Na jeho vojska ale stále útočí Miráz a tak se jeho lidé rozhodnou vyvolat Bílou čarodějnici. Do toho zasáhnou děti Pevensieovi a záměr jim překazí. Díky Aslanově pomoci Kaspian Miráze porazí a prohlásí se za krále Narnie.
O tři roky později Kaspian sestaví loď nazvanou Jitřní poutník a vydá se s ní hledat 7 telmarských pánů které Miráz vyhnal do východního oceánu. V Galmě se utká o ruku princezny Galmské ale ta odmítne. V Terebitii nepřistává protože tam řádí nemoc a vydává se k sedmi ostrovům, tam naloží zásoby a vypluje na osamělé ostrovy. Cestou vyloví z vody Lucinku, Edmunda a Eustáce. Na Osamělých ostrovech zruší otroctví. Zachrání několik pánů a najde životní lásku. S tou bude mít při návratu domů syna Riliana. Jeho ženu ale zahubí obrovský hroznýš a jeho syn zmizí.
Na sklonku života odplouvá jako žalem zničený stařec do Aslanovy země. Aslan ho na chvíli oživí a omladí aby se setkal se synem, Eustácem a Jill a pak se Kaspian odebírá k věčnému spánku.
V knize Poslední bitva se objevuje a jde s ostatními do fénixova sadu.